# 食货志
食貨志為古代史書的一個大類。取義於《尚書》
農用八政。一曰食，勤農業。二曰貨，寶用物。或者說就是吃的和用的。
司馬遷的《史記》里沒有食貨志。食貨志開始於班固的《漢書》
：「《洪範》八政，一曰食，二曰貨。食謂農殖嘉穀可食之物，貨謂布帛可衣，及金、刀、魚、貝，所以分財布利通有無者也。二者，生民之本，興自神農之世。」
《宋史》
則包括了：農田，賦稅，布帛，漕運，課役，鹽，茶，酒，商稅，市易，均輸，等等。類似今天的國民經濟所牵涉的各个方面。共14卷。

## 延伸閱讀
[在维基数据编辑]
 《欽定古今圖書集成·經濟彙編·食貨典·食貨總部》，出自陈梦雷《古今圖書集成》
 《漢書/卷023》，出自班固《漢書》